# موتور حاجی محمد (کورین، یک)
موتور حاجی محمد روستایی در دهستان کورین بخش کورین شهرستان زاهدان استان سیستان و بلوچستان ایران است.

## جمعیت
بر پایه سرشماری عمومی نفوس و مسکن در سال ۱۳۹۵ جمعیت این روستا ۹۴ نفر (۲۳خانوار) بوده‌است.